# 阿米尔·汗
穆罕默德·阿米爾·侯賽因·罕（英語：Mohammed Aamir Hussain Khan，發音：[ˈaːmɪr xaːn]，1965年3月14日—），印度男演員、製片人、導演、編劇及電視名人，從事寶萊塢（印地語電影界）電影工作，在媒體有「完美主義者先生」（Mr. Perfectionist）之稱。罕已成為印度電影界巨星之一，演藝事業超過30年，還獲得了諸多獎項，涵蓋印度國家電影獎、印度電影觀眾獎及澳大利亞影視藝術學院獎，參與的一部電影獲奧斯卡金像獎提名。他於2003年被印度政府授予莲花士勋章，2010年則被授予莲花装勋章。罕也在中國受到歡迎，2017年獲當局頒發「印度國寶」（National Treasure of India）榮譽。
罕首次登上大銀幕是在叔叔納西爾·侯賽因的電影《記憶的遊行》（1973年）中，當時年僅八歲。成年後，他出演的首部長片為《胡里節》（1984年）。他在《冷暖人間》（1988年）中擔任主角，開始了全職演藝生涯；憑藉《冷暖人間》和《灰飛煙滅》（1989年）而獲得印度國家電影獎—特別表揚。他在20世紀90年代出演了多部商業上成功的電影，包括《讲心不讲金》（1990年）、《情牽一線》（1993年）、《忘情戀》（1996年）及《義無反顧》（1999年）；其中憑藉《忘情戀》為自己贏得首座印度電影觀眾獎最佳男主角，奠定了自己的主角地位。
1999年，罕創辦了阿米爾·罕製片公司，出品的首部作品《榮耀之役》（2001年）獲奧斯卡最佳外語片獎提名，並為自己贏得了印度國家電影獎最佳流行電影及兩座印度電影觀眾獎（最佳男主角與最佳電影）。他在《心歸何處》（2001年）中的表演也受到讚賞。中斷四年後，罕重回主演，尤其《芭萨提的颜色》及《愛在灰飛煙滅時》（均2006年）表現皆成功。罕接下來帶來了令事業推向高峰的作品：《寶萊塢記憶拼圖》（2008年）、《三個傻瓜》（2009年）、《幻影殺陣》（2013年）、《來自星星的傻瓜PK》（2014年）和《我和我的冠軍女兒》（2016年），每部片都曾創下印度電影票房紀錄。罕憑藉《我和我的冠軍女兒》獲得第三座印度電影觀眾獎最佳男主角。
罕擁有大量粉絲，尤其是在印度和中國，並被《新闻周刊》形容為「世界頂級電影明星」。他經常被列入《500名最具影響力的穆斯林》之列。身為社會改革家的他也擠身《時代》雜誌2013年全球百大人物名單。

## 早年及家族
阿米爾·罕1965年3月14日出生於馬哈拉施特拉邦孟買，珊娜特·海珊（Zeenat Hussain）和電影製片人塔希爾·海珊之子。罕是家中四個兄弟姊妹中的長子，其他人包括弟弟費薩爾·罕、妹妹法爾哈特·罕（Farhat Khan）及姊姊妮哈特·罕。他的家族起源於阿富汗赫拉特；罕是獨立活動家阿布·卡拉姆·阿扎德（透過祖母）和印度前總統扎基爾·海珊的後裔。
罕的幾位親戚都是寶萊塢的成員，包括叔叔納西爾·侯賽因（製片人兼導演）及外甥伊曼瑞·罕（演員）。阿米爾·罕也是曼尼普爾邦第16任邦長納吉瑪·海普圖拉的二表弟，海普圖拉則是阿布·卡拉姆·阿扎德的侄孫女。
他曾以童星的身份出演兩部電影。八歲時，出演了叔叔納西爾·海珊執導的《記憶的遊行》（1973年，被外界視為寶萊塢首部瑪撒拉電影）。隔年參演《瑪多什》。罕在J·B·佩蒂特學校（J.B. Petit School）接受學前教育，後來就讀聖安妮高中直到八年級，並在馬希姆的孟買蘇格蘭學校完成了九年級和十年級學業。他自稱「更喜歡運動而不是學習」；參加了邦級網球錦標賽並成為邦級冠軍。他在孟買的納西蒙吉學院完成了十二年級學業；在這段期間，父親製作的電影大多失利而產生經濟問題，被罕稱為「童年最艱難的時候」，「每天至少會接到30通債主的電話，要求他們家還錢」，加上總是面臨著因欠學費而被學校開除的風險。
罕16歲時，開始嘗試製作40分鐘的無聲電影——《偏執狂》（Paranoia），該片由校友阿迪亞·巴塔查里亞執導。該片由巴塔查里亞的熟人兼電影製片人施里拉姆·拉古資助，為他們提供了數千盧比。父母不希望兒子拍電影，而是希望他能從事工程師或醫生這類的「穩定工作」；導致罕將《偏執狂》的製作保密到家。在片中，他與演員妮娜·古普塔和維克多·巴內吉一起扮演主角，同時輔佐著巴塔查里亞。罕稱，拍攝該片的經驗激勵了自己追求電影事業。
罕隨後加入了名為阿萬達（Avantar）的劇團，在後台工作了一年多。他在普里特維劇院的古吉拉特语戲劇《未藏番紅花》（Kesar Bina）中首次登台演出，在該劇中扮演一個小角色。罕持續在他們的兩部印地語戲劇和一部名為《機票交換所》（Clearing House）的英語戲劇中演出。高中畢業後，罕決定不再念書，並在印地語電影《人生旅途》（1984年）和《強壯》（1985年）中擔任侯賽因的助理導演。

## 私生活

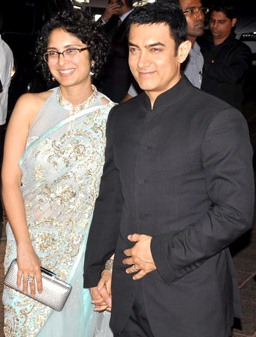
罕與基蘭·拉歐於2012年

阿米爾·罕於1986年4月18日與雷娜·杜塔（Reena Dutta）結婚，女方曾在《冷暖人間》（1988年）中出演一個小角色。他們育有一子一女。杜塔曾短暫與罕在之後的事業合作，如擔任《榮耀之役》（2001年）的製片人。2002年12月，罕提離婚，杜塔獲得了兩個孩子的監護權。
2005年12月28日，罕與曾在《榮耀之役》片場擔任助理導演的基蘭·拉歐結婚。2011年12月5日，他們宣布透過代理孕母生下一子。2021年7月，夫妻倆宣布離婚，並表示將共同撫養兒子阿札德（Azad）。
2007年，罕在弟弟費薩爾的監護權爭奪戰中輸給了他們的父親塔希爾·海珊；海珊於2010年2月2日去世。
他身為虔誠的穆斯林，與母親珊娜特於2013年前往沙烏地阿拉伯麥加進行一年一度的伊斯蘭朝覲。前妻拉歐是印度教徒。2015年3月，罕受拉歐啟發，改吃素食。
在從事全職演藝事業之前，身為狂熱網球運動員的罕在1980年代參加了邦級錦標賽，並成為了邦級網球冠軍。2014年，他參加了國際網球超級聯賽的一場表演賽，與大滿貫得主罗杰·费德勒、諾瓦克·喬科維奇及萨尼娅·米尔扎一起進行雙打。
他的子女也紛紛進軍娛樂產業。女兒艾拉（Ira）投身戲劇界，擔任劇場導演；長子朱奈德·罕憑藉《真相守護者》（2024年）出道成為演員。

## 獎項
儘管贏得了無數獎項和榮譽，阿米爾·罕卻因拒絕參加印度電影頒獎典禮或接受獎項而聞名。這偶爾會引起爭議，特別是在2017年印度國家電影獎上，他原本憑《我和我的冠軍女兒》而能獲得的最佳男主角獎被剝奪。委員會成員普利亞當沙解釋，罕拒絕參加頒獎典禮，所以他們不想將獎頒給他。罕雖然避免參加印度頒獎典禮，但還是破例參加了2002年奧斯卡頒獎典禮；他給出的理由是，自認這是他電影《榮耀之役》接觸更廣泛觀眾的機會，但不太關心獎項本身。

## 外部連結
- 阿米尔·汗在互联网电影资料库（IMDb）上的資料（英文）
- 阿米尔·汗在爛番茄上的頁面（英文）
- 阿米尔·汗在豆瓣上的资料（简体中文）
- 阿米尔·汗在1905电影网上的简介（简体中文）